# Barranc de Biniaraix

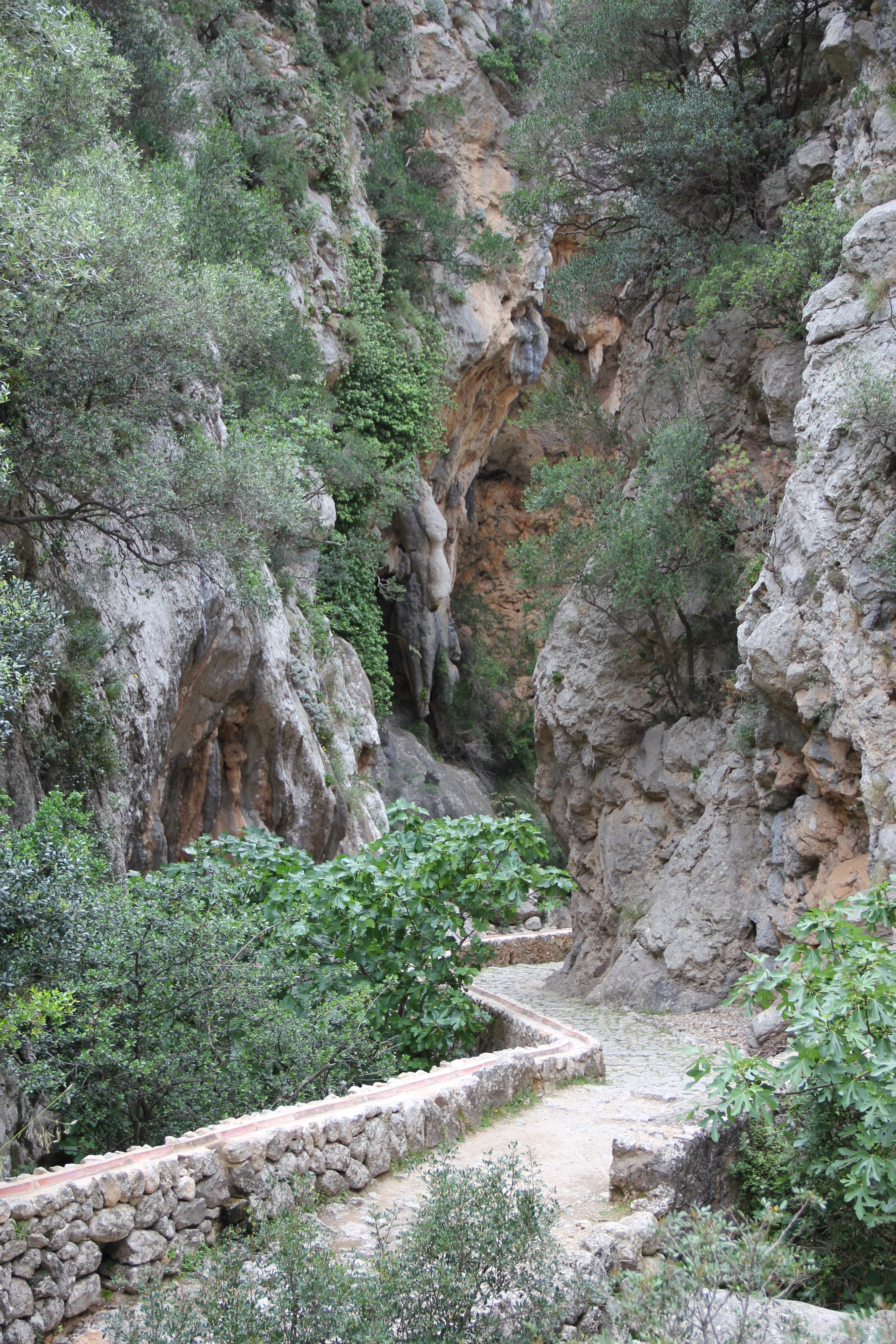
Engstelle im Barranc de Biniaraix

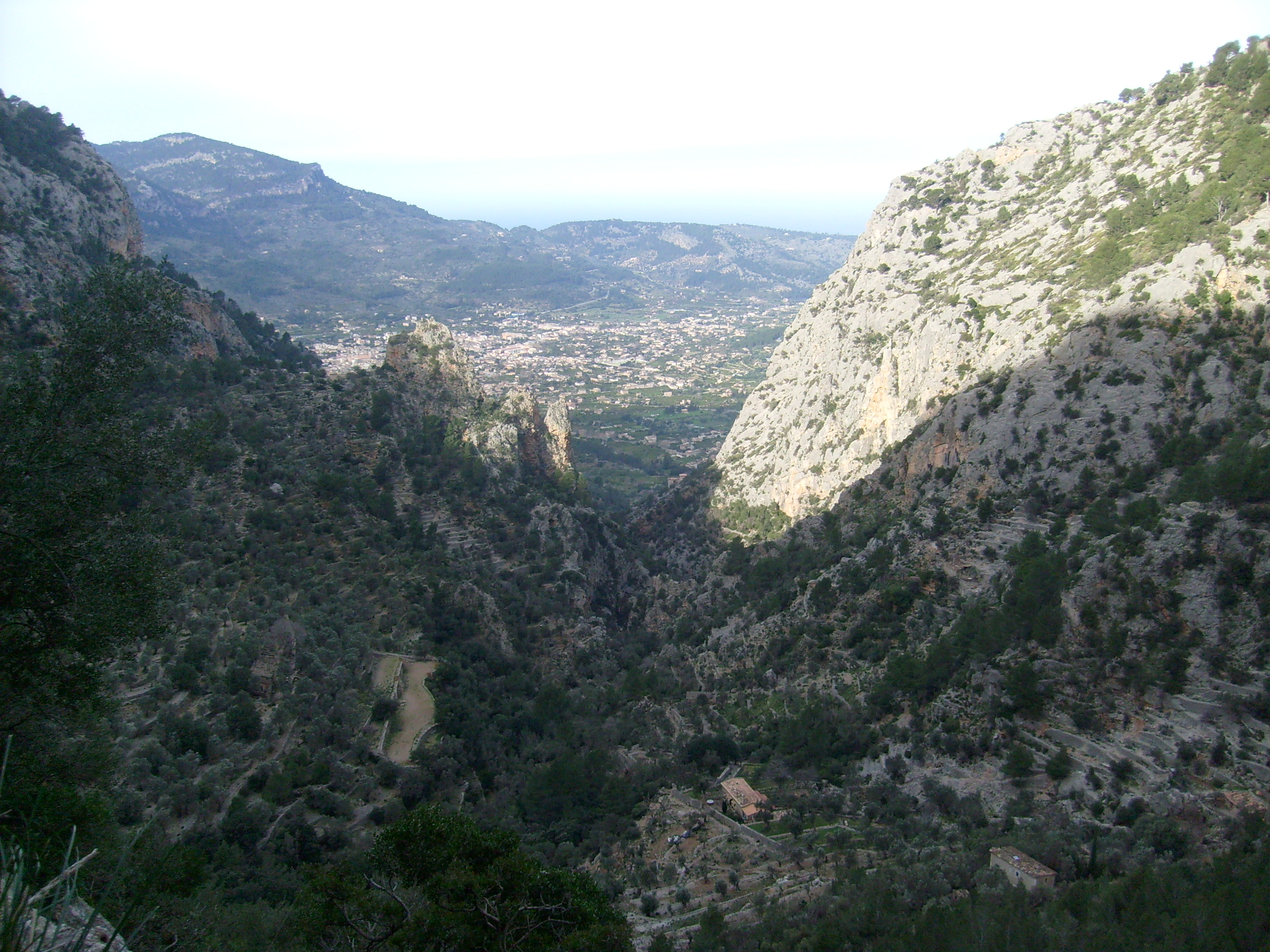
Der Barranc de Biniaraix mit Sóller im Hintergrund

Der Barranc de Biniaraix (deutsch Schlucht von Biniaraix) ist eine Schlucht in der Serra de Tramuntana im Westen der spanischen Baleareninsel Mallorca. Vom namensgebenden Weiler führt ein durchgehend gepflasterter Weg (früher ein viel genutzter Pilgerweg) die Schlucht hinauf und weiter zum Santuari de Lluc. Angesichts der landschaftlichen Reize und leichten Begehbarkeit gehört die Wanderung durch die Schlucht heute zu den beliebtesten Wanderwegen Mallorcas. Die Strecke ist ein Teilstück des Fernwanderweges GR 221.

## Geographie und Lage
Die Schlucht liegt etwa zwei Kilometer östlich von Sóller und ebenfalls knapp zwei Kilometer westlich vom Puig de l’Ofre. Nördlich von der Schlucht liegt der Cúber-Stausee. Man erreicht die Schlucht mit dem Auto über die Landstraße Ma-2121 (mit Buslinie 232 bis Haltestelle Horta de Biniaraix). Der Fernwanderweg GR 221 führt der Länge nach durch die Schlucht. Die Wanderung kann auch als bequeme Tagestour unternommen werden, in dem man auf gleichem Weg wieder zum Ausgangspunkt zurückkehrt. Der Fluss Torrent de Biniaraix (deutsch Bergbach von Biniaraix) entspringt südlich des Naturschutzgebiets Font des Verger, fließt auf einer Länge von fünf Kilometern durch die Schlucht und mündet in Sóller in den Torrent de Fornalutx. Nach starken Regenfällen oder zur Schneeschmelze (selten) fällt von dem mehr als hundert Meter hohen Wasserfall Es Cans das Wasser in die Tiefe. Die höchste Stelle der Schlucht liegt bei etwa 440 Metern, der Weg hindurch überwindet einen Höhenunterschied von etwas mehr als 350 Metern.

## Geschichte

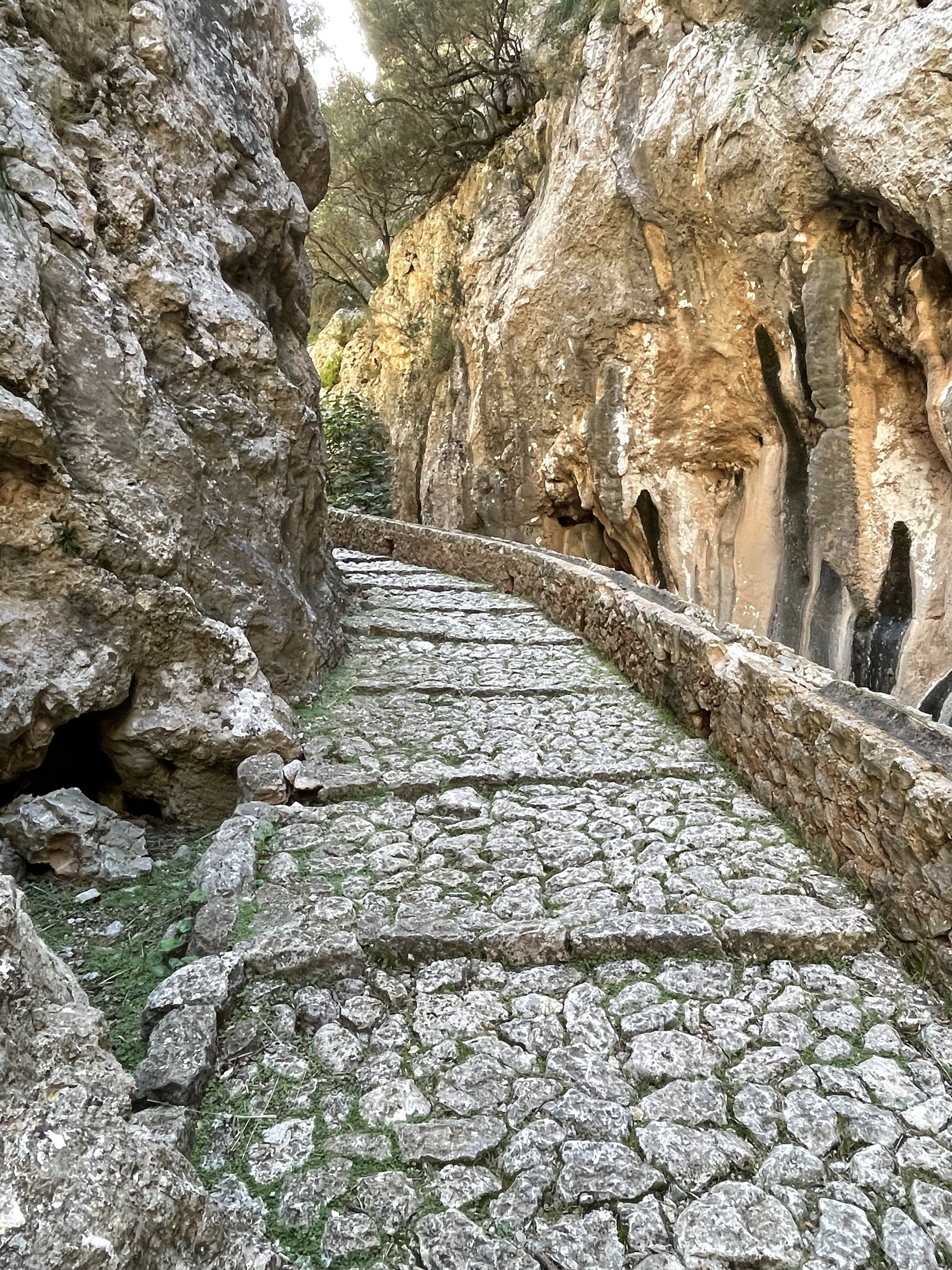
Pflasterweg in der Schlucht

Der alte Pilgerweg zum Santuari de Lluc, dem spirituellen Zentrum Mallorcas, ist seit dem 14. Jahrhundert urkundlich belegt. Wahrscheinlich ist jedoch, dass der Weg schon viele Jahre früher als Trampelpfad existierte. Im unteren Bereich gibt es noch einen zweiten Weg, den Camí vell, der dazu diente, den hohen Schluchtwänden auszuweichen. An den Hängen der Schlucht legte man beiderseits des Pflasterwegs schon vor Jahrhunderten terrassierte Olivenhaine an.